# Milicia excelsa
Milicia excelsa (comunament coneguda com a Teca africana, mvule o iroko) és una espècie d'arbre de l'Àfrica tropical. L'altra espècie Milicia regia també proporciona la fusta iroko. La seva llavor principalment la dispersen els ratpenats.